# Murgia
Murgia és un poble del nord d'Àlaba. És la capital del municipi de Zuia i de la quadrilla de Zuia, i acull el govern local així com la majoria de serveis públics.
El vial principal del poble és el carrer de Domingo Sautu. El riu Goba separa el barri de La Creu amb el centre del poble.
L'1 de gener de 2007, la localitat tenia 1169 habitants.

## Nom
El nom del poble, influït per la llengua basca, té tres síl·labes, amb l'èmfasi en la "i".

## Pobles limítrofs
Al nord limita amb Sarria, al nord-est amb Zarate, al sud-est amb Jugo, al sud-oest amb Bitoriano i al sud amb Ametzaga.

## Demografia
| 2000 | 2001 | 2002 | 2003  | 2004  | 2005  | 2006  | 2007  |
| ---- | ---- | ---- | ----- | ----- | ----- | ----- | ----- |
| 704  | 789  | 875  | 1.016 | 1.086 | 1.113 | 1.134 | 1.169 |